# 鏡泊湖市
鏡泊湖市（きょうはくこ-し）は、中華人民共和国黒竜江省牡丹江市に設置が検討された県級市。現在の寧安市の一部に相当する。
国家重要名勝風景自然保護区である鏡泊湖の自然保護と管理の強化を行うべく、1986年7月1日、国務院により寧安県南西部の鏡泊湖地区（鏡泊郷、杏山郷、沙蘭鎮の小北湖母樹林林場および東京城林区の爾站、渤海鎮の1街道8村）に新たに県級市としての鏡泊湖市の設置が決定された。計画では市政府は渤海鎮に設置され牡丹江市により管轄される予定であったが、黒竜江省で設置に反対する意見が提出されたことより1987年11月27日に鏡泊湖市の新設は撤回された。

## 設置
1986年7月1日、国務院により設置が認可される。

## 廃止
1987年11月27日、黒竜江省の要請により新県級市設置が撤回される。
| 前の行政区画 寧安県 | 黒竜江省の歴史的地名 1986年 - 1987年 | 次の行政区画 寧安県 |